# Gran Premio de Cataluña de Motociclismo de 1998
El Gran Premio de Cataluña de Motociclismo de 1998 fue la decimosegunda prueba del Campeonato del Mundo de Motociclismo de 1998. Tuvo lugar en el fin de semana del 18 al 20 de septiembre de 1998 en el Circuito de Barcelona-Cataluña, situado en Barcelona, España. La carrera de 500cc fue ganada por Mick Doohan, seguido de Tadayuki Okada y Norick Abe. Valentino Rossi ganó la prueba de 250cc, por delante de Tetsuya Harada y Loris Capirossi. La carrera de 125cc fue ganada por Tomomi Manako, Mirko Giansanti fue segundo y Masao Azuma tercero.

## Resultados 500cc
| Pos.    | N.º | Piloto              | Constructor | Vueltas | Tiempo        | Parrilla | Pts. |
| ------- | --- | ------------------- | ----------- | ------- | ------------- | -------- | ---- |
| 1       | 1   | Mick Doohan         | Honda       | 25      | 44:53.264     | 4        | 25   |
| 2       | 2   | Tadayuki Okada      | Honda       | 25      | +1.974        | 6        | 20   |
| 3       | 5   | Norick Abe          | Yamaha      | 25      | +8.260        | 9        | 16   |
| 4       | 15  | Sete Gibernau       | Honda       | 25      | +20.865       | 10       | 13   |
| 5       | 11  | Simon Crafar        | Yamaha      | 25      | +22.967       | 16       | 11   |
| 6       | 8   | Carlos Checa        | Honda       | 25      | +24.933       | 12       | 10   |
| 7       | 9   | Alex Barros         | Honda       | 25      | +25.764       | 3        | 9    |
| 8       | 55  | Régis Laconi        | Yamaha      | 25      | +28.571       | 14       | 8    |
| 9       | 19  | John Kocinski       | Honda       | 25      | +41.358       | 11       | 7    |
| 10      | 10  | Kenny Roberts, Jr.  | Modenas KR3 | 25      | +41.373       | 7        | 6    |
| 11      | 3   | Nobuatsu Aoki       | Suzuki      | 25      | +48.310       | 5        | 5    |
| 12      | 28  | Ralf Waldmann       | Modenas KR3 | 25      | +50.942       | 17       | 4    |
| 13      | 17  | Jurgen vd Goorbergh | Honda       | 25      | +1:10.545     | 13       | 3    |
| 14      | 23  | Matt Wait           | Honda       | 25      | +1:14.721     | 23       | 2    |
| 15      | 88  | Scott Smart         | Honda       | 25      | +1:14.779     | 22       | 1    |
| 16      | 43  | Paolo Tessari       | Paton       | 24      | +1 Vuelta     | 25       |      |
| Ret     | 42  | Craig Connell       | Honda       | 18      | Retirado      | 21       |      |
| Ret     | 22  | Sébastien Gimbert   | Honda       | 12      | Retirado      | 20       |      |
| Ret     | 57  | Fabio Carpani       | Honda       | 12      | Retirado      | 24       |      |
| Ret     | 77  | Eskil Suter         | MuZ         | 11      | Accidente     | 18       |      |
| Ret     | 14  | Juan Bautista Borja | Honda       | 6       | Accidente     | 19       |      |
| Ret     | 4   | Àlex Crivillé       | Honda       | 1       | Retirado      | 1        |      |
| Ret     | 12  | Jean-Michel Bayle   | Yamaha      | 0       | Accidente     | 8        |      |
| Ret     | 27  | Katsuaki Fujiwara   | Suzuki      | 0       | Accidente     | 15       |      |
| DSQ     | 6   | Max Biaggi          | Honda       | 18      | Bandera negra | 2        |      |
| Fuente: |     |                     |             |         |               |          |      |

- Pole Position: Àlex Crivillé, 1:45.583
- Vuelta Rápida: Alex Barros, 1:46.810

## Resultados 250cc
| Pos.    | N.º | Piloto              | Constructor | Vueltas | Tiempo    | Parrilla | Pts. |
| ------- | --- | ------------------- | ----------- | ------- | --------- | -------- | ---- |
| 1       | 46  | Valentino Rossi     | Aprilia     | 23      | 41:48.737 | 2        | 25   |
| 2       | 31  | Tetsuya Harada      | Aprilia     | 23      | +3.922    | 5        | 20   |
| 3       | 65  | Loris Capirossi     | Aprilia     | 23      | +14.048   | 1        | 16   |
| 4       | 19  | Olivier Jacque      | Honda       | 23      | +17.698   | 6        | 13   |
| 5       | 5   | Tohru Ukawa         | Honda       | 23      | +29.855   | 4        | 11   |
| 6       | 4   | Stefano Perugini    | Honda       | 23      | +38.668   | 10       | 10   |
| 7       | 6   | Haruchika Aoki      | Honda       | 23      | +38.701   | 8        | 9    |
| 8       | 44  | Roberto Rolfo       | TSR-Honda   | 23      | +38.926   | 20       | 8    |
| 9       | 21  | Franco Battaini     | Yamaha      | 23      | +39.048   | 13       | 7    |
| 10      | 7   | Takeshi Tsujimura   | Yamaha      | 23      | +46.392   | 14       | 6    |
| 11      | 24  | Jason Vincent       | TSR-Honda   | 23      | +46.431   | 17       | 5    |
| 12      | 37  | Luca Boscoscuro     | TSR-Honda   | 23      | +46.953   | 15       | 4    |
| 13      | 12  | Noriyasu Numata     | Suzuki      | 23      | +49.845   | 12       | 3    |
| 14      | 18  | Osamu Miyazaki      | Yamaha      | 23      | +51.142   | 7        | 2    |
| 15      | 16  | Johan Stigefelt     | Suzuki      | 23      | +1:09.499 | 19       | 1    |
| 16      | 8   | Luis d'Antin        | Yamaha      | 23      | +1:12.604 | 16       |      |
| 17      | 25  | Yasumasa Hatakeyama | Honda       | 23      | +1:18.459 | 23       |      |
| 18      | 45  | Diego Giugovaz      | Aprilia     | 23      | +1:18.836 | 21       |      |
| 19      | 22  | Matthieu Lagrive    | Honda       | 23      | +1:36.751 | 25       |      |
| 20      | 92  | David García        | Yamaha      | 23      | +1:49.034 | 24       |      |
| 21      | 74  | Lucas Oliver Bultó  | Honda       | 22      | +1 Vuelta | 29       |      |
| 22      | 94  | David Ortega        | Honda       | 22      | +1 Vuelta | 28       |      |
| Ret     | 9   | Jeremy McWilliams   | TSR-Honda   | 19      | Accidente | 11       |      |
| Ret     | 17  | José Luis Cardoso   | Yamaha      | 17      | Retirado  | 22       |      |
| Ret     | 34  | Marcellino Lucchi   | Aprilia     | 14      | Retirado  | 3        |      |
| Ret     | 41  | Federico Gartner    | Aprilia     | 14      | Accidente | 27       |      |
| Ret     | 93  | Iván Silva          | Honda       | 13      | Retirado  | 30       |      |
| Ret     | 58  | Eustaquio Gavira    | Honda       | 6       | Retirado  | 26       |      |
| Ret     | 27  | Sebastián Porto     | Aprilia     | 6       | Retirado  | 9        |      |
| Ret     | 14  | Davide Bulega       | ERP Honda   | 6       | Retirado  | 18       |      |
| Fuente: |     |                     |             |         |           |          |      |

- Pole Position: Loris Capirossi, 1:47.457
- Vuelta Rápida: Valentino Rossi, 1:47.585

## Resultados 125cc
| Pos.    | N.º | Piloto             | Constructor | Vueltas | Tiempo    | Parrilla | Pts. |
| ------- | --- | ------------------ | ----------- | ------- | --------- | -------- | ---- |
| 1       | 3   | Tomomi Manako      | Honda       | 22      | 42:10.704 | 2        | 25   |
| 2       | 32  | Mirko Giansanti    | Honda       | 22      | +0.079    | 6        | 20   |
| 3       | 20  | Masao Azuma        | Honda       | 22      | +0.096    | 3        | 16   |
| 4       | 10  | Lucio Cecchinello  | Honda       | 22      | +0.172    | 11       | 13   |
| 5       | 15  | Roberto Locatelli  | Honda       | 22      | +0.336    | 1        | 11   |
| 6       | 2   | Noboru Ueda        | Honda       | 22      | +0.724    | 14       | 10   |
| 7       | 62  | Yoshiaki Katoh     | Yamaha      | 22      | +0.942    | 7        | 9    |
| 8       | 13  | Marco Melandri     | Honda       | 22      | +1.027    | 12       | 8    |
| 9       | 4   | Kazuto Sakata      | Aprilia     | 22      | +1.062    | 4        | 7    |
| 10      | 8   | Gianluigi Scalvini | Honda       | 22      | +1.540    | 13       | 6    |
| 11      | 26  | Ivan Goi           | Aprilia     | 22      | +1.737    | 9        | 5    |
| 12      | 21  | Arnaud Vincent     | Aprilia     | 22      | +2.063    | 16       | 4    |
| 13      | 5   | Masaki Tokudome    | Aprilia     | 22      | +2.607    | 8        | 3    |
| 14      | 7   | Emilio Alzamora    | Aprilia     | 22      | +3.046    | 10       | 2    |
| 15      | 9   | Frédéric Petit     | Honda       | 22      | +5.025    | 18       | 1    |
| 16      | 22  | Steve Jenkner      | Aprilia     | 22      | +14.377   | 19       |      |
| 17      | 60  | Fonsi Nieto        | Aprilia     | 22      | +14.503   | 15       |      |
| 18      | 29  | Ángel Nieto, Jr.   | Aprilia     | 22      | +16.024   | 22       |      |
| 19      | 39  | Jaroslav Huleš     | Honda       | 22      | +23.779   | 24       |      |
| 20      | 23  | Gino Borsoi        | Aprilia     | 22      | +33.882   | 17       |      |
| 21      | 19  | Andrea Ballerini   | Yamaha      | 22      | +33.932   | 25       |      |
| 22      | 79  | Pablo Nieto        | Aprilia     | 22      | +37.248   | 26       |      |
| 23      | 71  | Josep Sardá        | Honda       | 22      | +47.529   | 29       |      |
| 24      | 65  | Andrea Iommi       | Honda       | 22      | +47.597   | 23       |      |
| 25      | 58  | Álvaro Molina      | Honda       | 22      | +47.856   | 21       |      |
| Ret     | 17  | Enrique Maturana   | Yamaha      | 20      | Retirado  | 20       |      |
| Ret     | 41  | Youichi Ui         | Yamaha      | 15      | Accidente | 5        |      |
| Ret     | 73  | Iván Martínez      | Aprilia     | 13      | Retirado  | 27       |      |
| Ret     | 70  | Adrián Araujo      | Honda       | 1       | Accidente | 28       |      |
| DNS     | 14  | Federico Cerroni   | Aprilia     |         | No empezó |          |      |
| Fuente: |     |                    |             |         |           |          |      |

- Pole Position: Roberto Locatelli, 1:52.641
- Vuelta Rápida: Mirko Giansanti, 1:53.142